# Breń-2

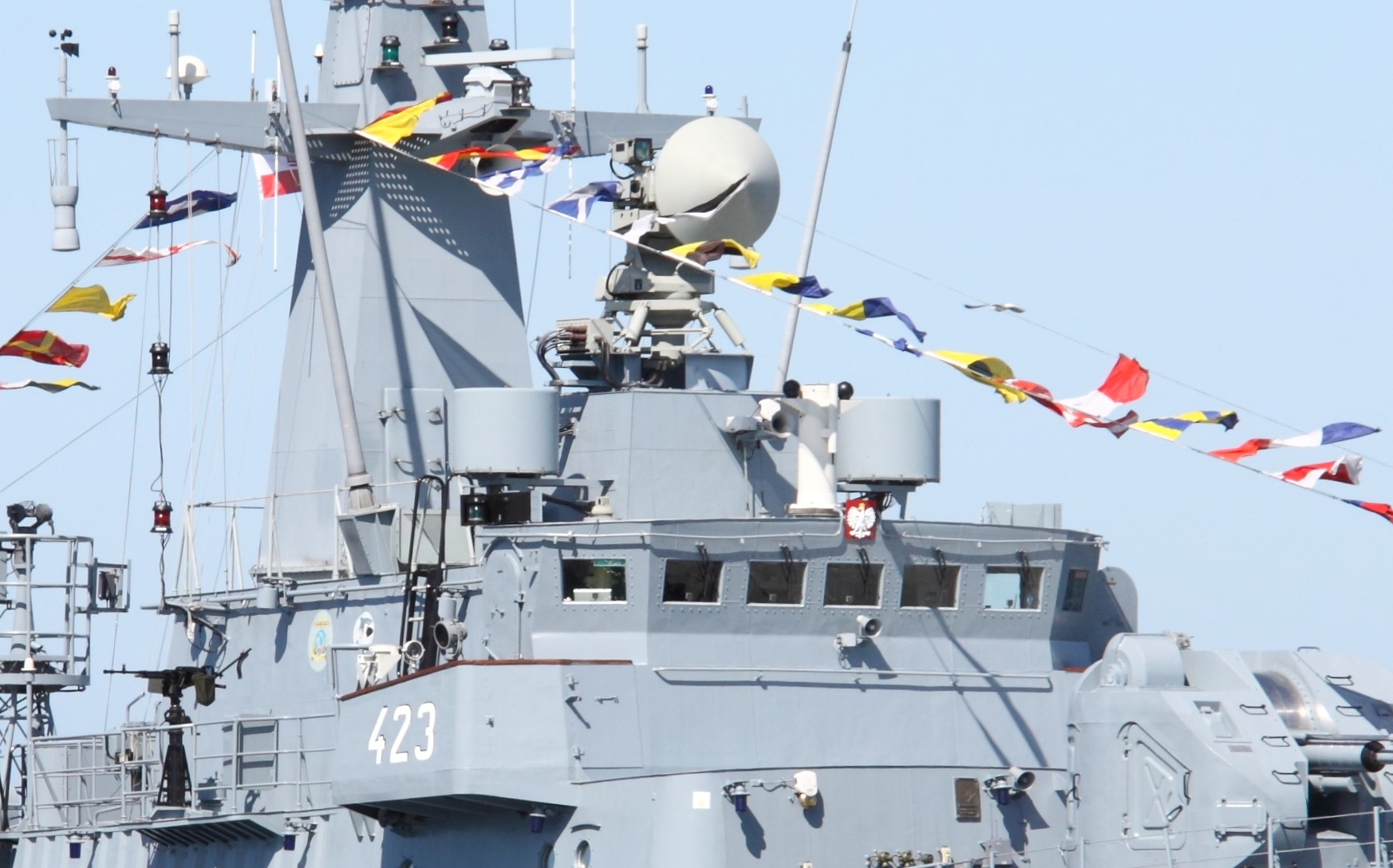
ORP Grom. Anteny systemu Breń-R w kształcie walca umieszczone bezpośrednio nad mostkiem.

Breń-2 – naziemna stacja rozpoznania sygnałów mikrofalowych, opracowana przez Przemysłowy Instytut Telekomunikacji (obecnie PIT-Radwar), zabudowana na opancerzonym pojeździe na podwoziu Tatry 815.

## Historia
W 1993 roku Przemysłowy Instytut Telekomunikacji wraz z Instytutem Radiolokacji Wojskowej Akademii Technicznej zajął się opracowaniem nowoczesnych systemów rozpoznania radioelektronicznego. Efektem było  wdrożenie do uzbrojenia systemu Breń-2 (dla Wojsk Lądowych) oraz Breń-R / Srokosz (dla Marynarki Wojennej). Stały się one bazą do opracowania systemu Gunica dla Sił Powietrznych.

## Warianty

### Breń-R
W Marynarce Wojennej system instalowany jest na okrętach wojennych lub na kontenerach rozpoznawczych Srokosz. Używany do wykrywania, określania kierunku i identyfikacji źródeł emisji radarowej.

## Dane techniczne
- Dokładność pomiaru azymutu do 0,5°[5].